# بشكينة إشقيلية
البُشكينة الإشقيليّة أو حشيشة لبنان هو نبات معمر دوفصي مهده غرب آسية والقوقاز من جنس البشكينة في الفصيلة الهليونية. من أشهر أنواعها بشكينة إشقيلية التي تعد نبات زينة دوفصي. سمي إشقيلي لشبهه بنبات الإشقيل والذي يختلف عنه بشكل الكم وتركيبه.

## الوصف
نبات دوفصي صغير يطول نحو 10–15 سـم (4–6 بوصة). لها ورقتان قاعديتان ضيقتان تتسعان باتجاه الأطراف. تظهر النورة في أوائل الربيع وهي شمراخ كثيف يحتوي على ما يصل إلى 20 زهرة. الزهور زرقاء شاحبة ذات خط أزرق داكن في وسط كل بتلة. وله سمة من سمات جنس بشكينة وهي فنجان صغير يحيط بالسداة والميسم.

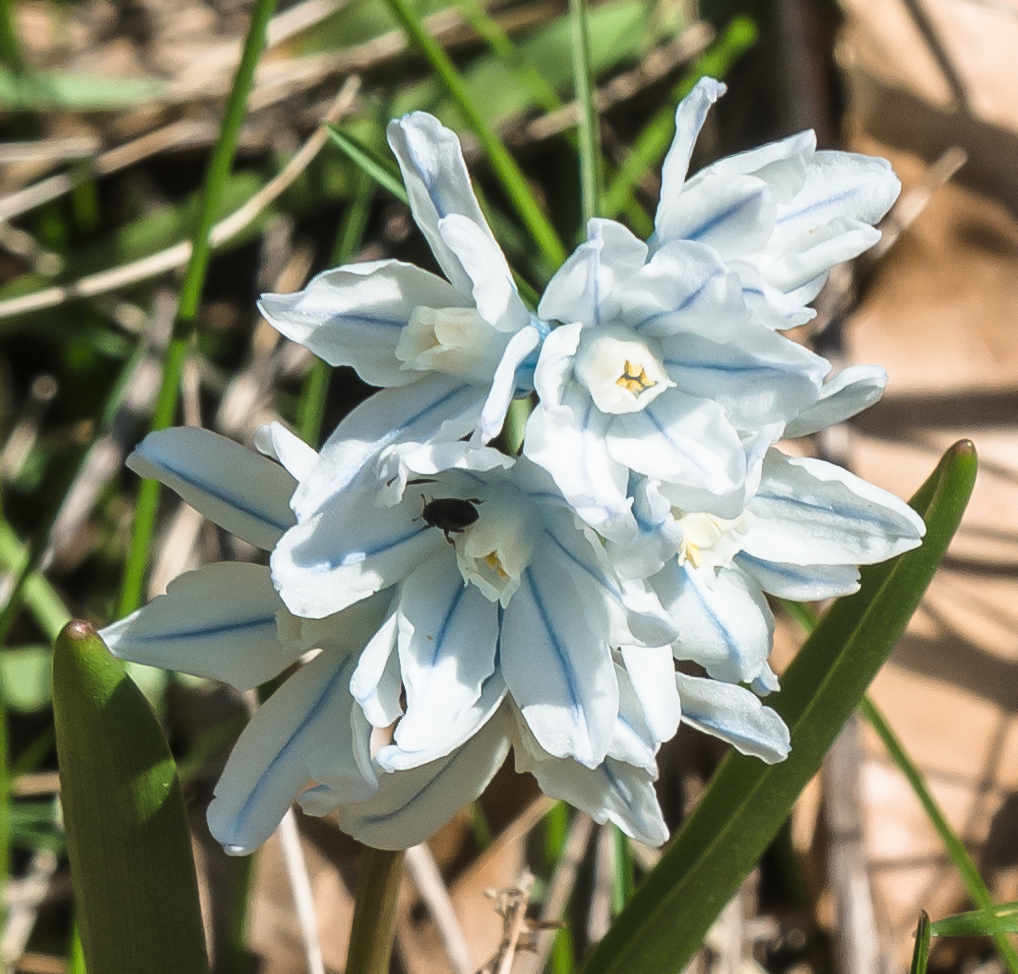
كثبية للزهرة

## توزيع والانتشار
مهده غرب آسية (تركيا ولبنان وسوريا والعراق وإيران) والقوقاز (شمال القوقاز وما وراء القوقاز). ينمو في المروج الألبية بالقرب من خط الثلج.